# Phytomyza pulmonariae
Phytomyza pulmonariae är en tvåvingeart som beskrevs av Nowakowski 1959. Phytomyza pulmonariae ingår i släktet Phytomyza och familjen minerarflugor.
Artens utbredningsområde är Polen. Inga underarter finns listade i Catalogue of Life.